# Atomic Rock
Atomic Rock is een Nederlandse metalgroep, die in 1980 werd opgericht door de twee gitaristen Francesco Henst en Tom Verstegen. De band bestaat verder uit drummer Marcel Gerrits, bassist Peter Verstegen, zanger Erik de Vocht en zangeres Yvonne van der Meide. Aanvankelijk speelden ze enkel covers van Britse bands, zoals Judas Priest, Iron Maiden, Saxon en Y&T, maar later begon de band niet zonder succes met het schrijven van eigen nummers.
In 1984 verscheen het nummer "The Spy" op een EP-verzamelalbum, genaamd Metal Power pt. II. Dit nummer werd opgenomen in 1983 en in hetzelfde jaar ging de band uit elkaar. In 1999 begon Atomic Rock weer met optreden. Zo organiseerden ze een muziekproject als eerbetoon aan Judas Priest, genaamd A Tribute to Judas Priest en MetalGods.

## Bandleden
- Rob Hellemons - zang, gitaar
- Yvonne van der Meide - zang
- Erik de Vocht - zang
- Tom Verstegen - gitaar, zang
- Henk Grootten  - gitaar, zang
- Francesco Henst - gitaar
- Peter Verstegen - bas
- Marcel Gerrits - drums/zang
- Mari Wagemans - drums